# Сардоба

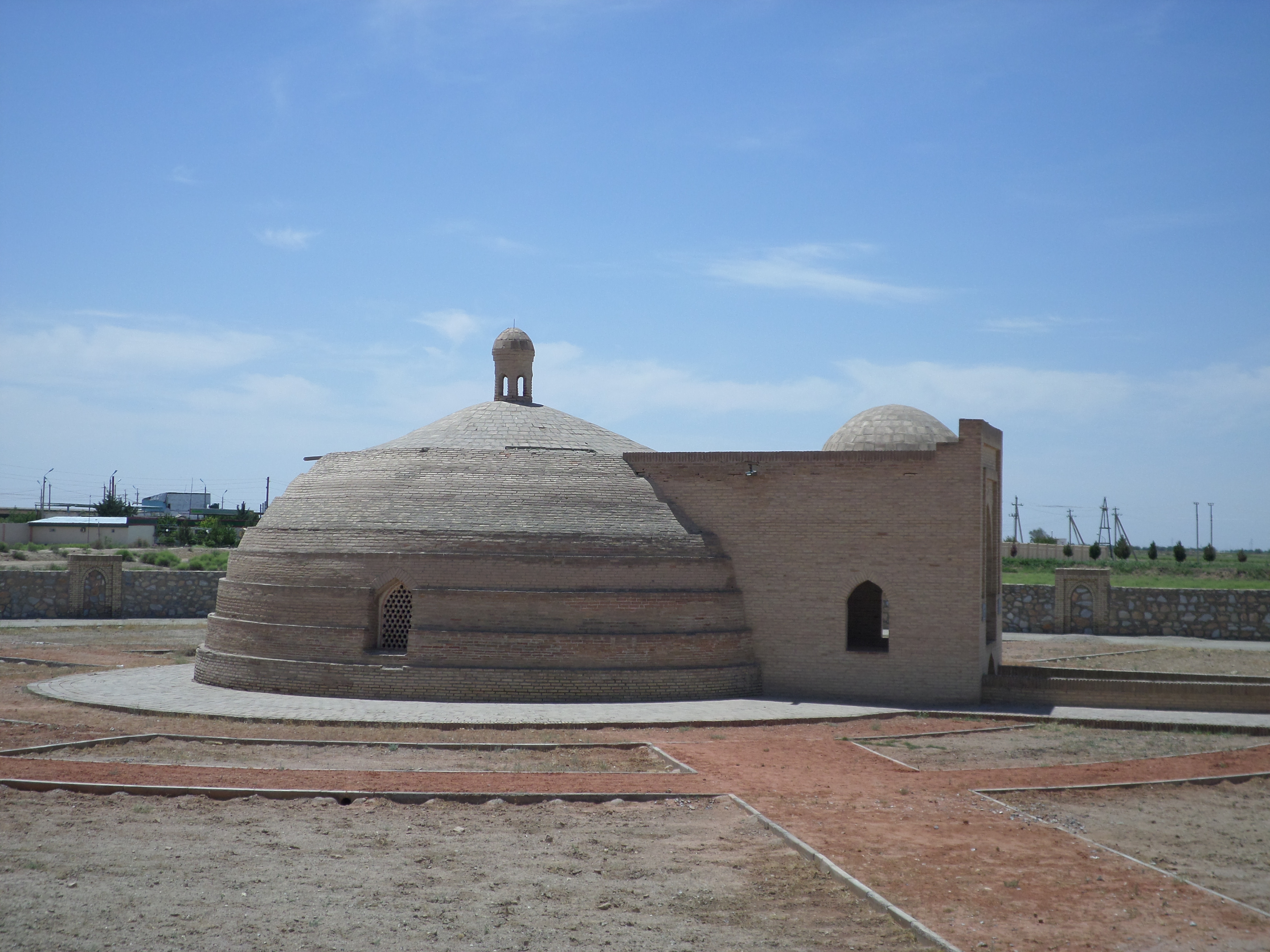
Сардоба Малик, Узбекистан

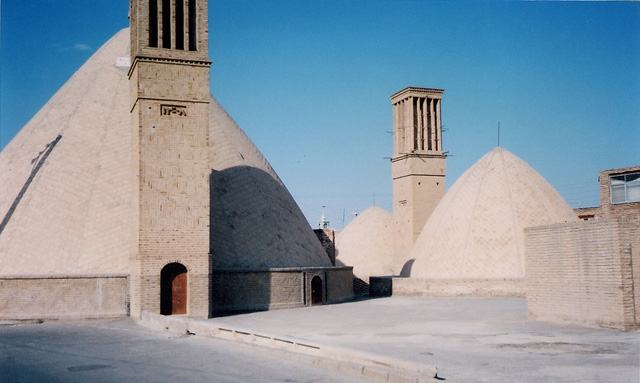
Аб-анбар с двойными куполами и бадгирами в центральной пустыне города Наин, около Йезда.

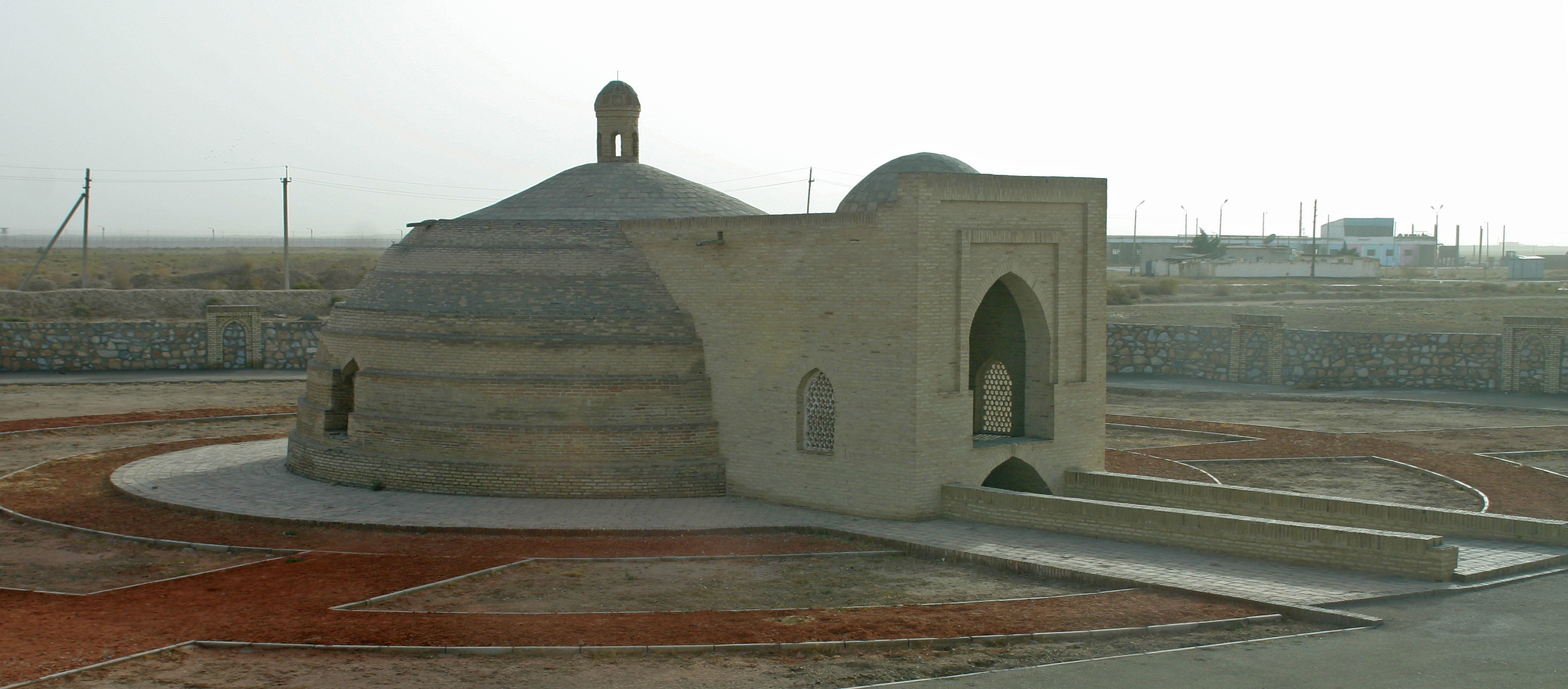
Сардоба в Узбекистане

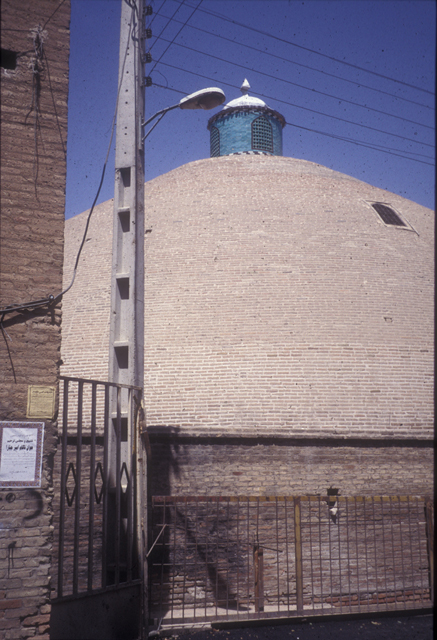
Аб-анбар Сардар-и Бозорг в Казвине, является крупнейшим односторонним аб-анбаром в Иране.

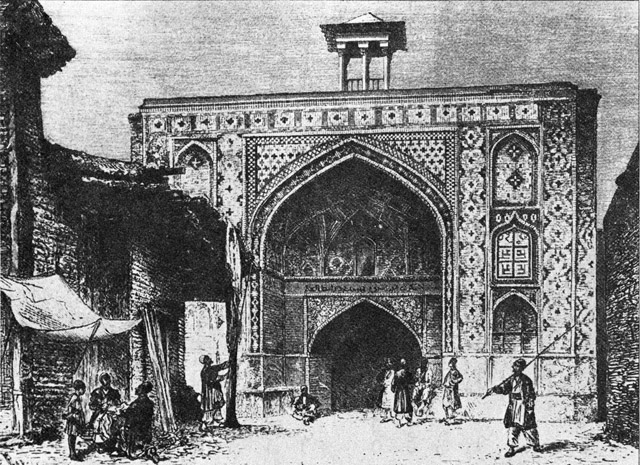
Сар-дар аб-анбара Хадж Казем в Казвине по эскизу французского исследователя Дилауфоя в середине 1800-х годов.

Сардоба, также Сардоб,  Сардоб Аб-анбар, (перс. آب انبار‎ [āb anbār] — буквально хранилище для воды) — гидротехническое архитектурное сооружение хозяйственного назначения в некоторых районах Турции, Ирана и Центральной Азии; заглубленный в землю и накрытый каменным сводом бассейн — для сбора, хранения и употребления пресной питьевой воды. Свод или гумбаз над бассейном предотвращал значительное испарение воды, в определённой мере защищал от пылевых и песчаных бурь, создавал постоянную тень. Вода в таких хранилищах оставалась холодной в самый знойный период года. Если вокруг бассейна-хауза располагалась галерея, тогда сардоб служил местом отдыха и сна в тени под сводами купола. В городах и селениях сардобы располагались на больших площадях и в дворцах правителей. Как архитектурное сооружение, сардоб обычно представлял собою углубленный в землю бассейн-хауз полусферической формы с галереей или без неё, накрытый полусферическим куполом с одним или несколькими входами внутрь сооружения.
Правильнее употреблять термин сардоб, так же как кяриз, арык, хауз, рабат.
Термин — сложносоставное слово, состоящее из двух частей: на персидском языке sard — «холодный» и âb — «вода».
Сардоб заполнялся дождевыми и талыми водами, иногда водами из каналов или ручьев, зачастую они сооружались на пути следования подземных каналов кяризов. Часто сардоб сооружались при караван-сараях на сухопутных торговых путях для отдыха и удовлетворения потребностей в воде для человека и животных.
Гумбаз — сферический купол сардобы служил также хорошим ориентиром и на плоских равнинах был далеко виден.
В сухих степях, полупустынных и пустынных районах Центральной Азии очень часто сардоб являлся единственным источником воды. В ряде мест торговые караванные пути без системы сардоб, расположенных по пути следования, вообще не могли существовать. Ввиду этого сардобы регулярно ремонтировались, бассейны чистились, а при необходимости сардобы и охранялись вооруженными отрядами. Согласно неписаному обычаю вода из сардоба всегда употреблялась для питья только после кипячения. Великий шелковый путь на отдельных своих участках обязан своим существованием исключительно сардобам.
Сардоба известны с X в. нашей эры.

## Конструкция и архитектура
Классическая конструкция сардоба представляет собою хауз — бассейн полусферической формы с каменной лестницей, ведущей вниз. В плане — при виде сверху — хауз имеет идеальную круглую форму. Такая форма необходима для возведения над хаузом правильного купола-гумбаза. Хауз заглублялся в землю с тем, чтобы туда естественным образом стекала и отстаивалась пресная вода.
Изредка хауз опоясывала неширокая галерея. Тогда сардоб совмещал функции хранилища воды и караван-сарая. На галерее можно было в тени гумбаза укрыться от палящего зноя днем или прилечь на ночлег.
Хауз перекрывался круглым в плане куполом-гумбазом, обычно имевшим форму правильной полусферы. Однако в разные исторические эпохи и в различных местностях гумбызы также в инженерном и архитектурном отношении были различны, видимо, удовлетворяя вкусы заказчика или замысел архитектора и строителя.
Внутрь сардоба вел один или несколько входов. Иногда главный вход представлял собою монументальный торжественный портал. В верхней части купола обычно было небольшое круглое отверстие, которое служило для вентиляции внутреннего объёма и естественного освещения. Некоторые купола имели навершие в виде небольших кирпичных башенок. Купол-гурбаз Караулбазар-сардоба близ Бухары в степи Уртачуль отделан изнутри изразцами, за что сардоб называли «дворцом».

## Сардобы в Турменистане
На территории Туркменистана сохранился целый ряд сардоб, построенных в древности и средневековье, которые служили источниками пресной воды как для жителей туркменских городов, так и для путников. 
Сардобы Шахрислама
Исторический памятник Шахрислам расположен в 20 километрах к северу от города Бахерден в Ахалском велаяте Туркменистана, при этом в средневековых письменных источниках он носил название крепость Так Языр в честь построившего ее и проживавшего здесь туркменского племени языр. Город существовал на протяжении IX-XIV вв. и на пике своего развития занимал площадь в 100 гектаров. Шахрислам обладал построенных из обожженного кирпича системой водоводов, по которой через ирригационные туннели и другие кирпичные каналы вода поступала в город из источников, расположенных в горах Копетдаг. Для целей хранения поступающей горной воды, в Шахрисламе были построены сардобы. В 2023 г. была проведена работа по восстановлению сардоб, находящихся на глубине более 10 м под землей: из них был удален песок, восстановлены порталы, а также укреплены их стены и купола. Кирпичи для реставрации были изготовлены в специальной мастерской, потому что для исторических памятников любая глина не подходит.
Сардоба Аннау

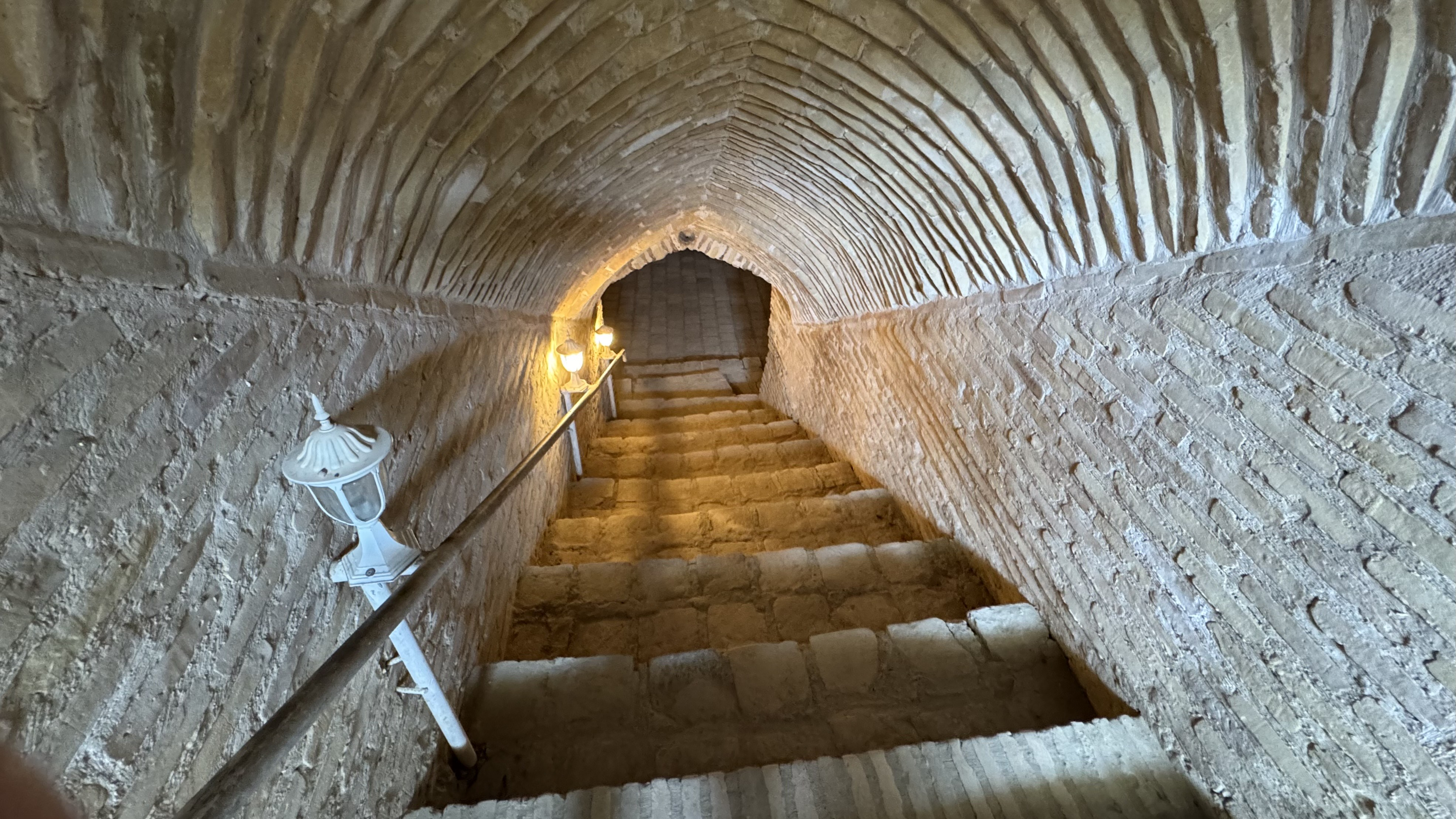
Лестничный вход в сардобу, крепость Аннау, Туркменистан

На территории древней крепости Аннау, расположенной рядом со столицей Туркменистана г. Ашхабад, находятся развалины мечети XV в. Сейита Джемал ад-Дина. Здесь же находится и сардоба, построенная в XIV-XVI вв во времена правления династии Тимуридов, в которой местные жители хранили лед и воду. Данная сардоба представляет из себя круглый резервуар, ее максимальная вместимость, предположительно, составляла 200 тысяч литров воды. В 2022-2023 гг. был выполнен проект по восстановлению сардобы Аннау. 

## Устройство, архитектура и строительство сардоба в древнем Согде
Сардоб был весьма сложен и как инженерная конструкция, и как архитектурное сооружение. При постройке сардоба применялась богатая и разнообразная технология, выработанная и проверенная практикой столетий.
Законченный сардоб был очень дорогим сооружением и место для его строительства выбиралось весьма тщательно. Сардоб обычно размещали в низине, куда по естественной глиняной поверхности стекались талые и дождевые воды. Часто, не нарушая водоупорный слой, аккруратно выделывали неглубокие протяженные каналы-арыки, сеть которых сбрасывала всю собранную драгоценную воду в хауз под купол сардоба.
Бассейн сардоба — хауз — это обычно ёмкость полусферической формы, углубленная в землю до 3-5 метров. В плане — это круг диаметром 12 — 15 метров. Толщина стен хауза — до 1,5 метра.
Вокруг бассейна с водой выстраивалась галерея. На галерее отдыхали, принимали пищу, ночевали, пережидали дневную жару. Все сооружение накрывалось полусферическим куполом, который предохранял воду от испарения и давал спасительную тень в дневное время, так как по пустыне путешествовали чаще всего ночью, когда беспощадное палящее солнце уходило за горизонт. Снаружи на галерею делался один или несколько входов. В вершине купола могло быть небольшое круглое отверстие, либо купол венчала башенка. Днем купол с башенкой был отличным ориентиром на плоскости пустыни. Ночью, предположительно, в башенке могли зажигаться огни — масляная лампа как маяк-ориентир для двигающихся ночью караванов и путников.
Материалом для возведения хауза, галереи и купола был специально и тщательно выделанный из рецептурной глины, выдержанный и обожженный в огне кирпич. Рецептура глины и её компонентов, технология выделки часто являлись секретом профессиональных мастеров.
Обычно сардоба строилась 5 — 7 лет под началом мастера-усто. Усто был и архитектором, и инженером, и строителем, и техническим руководителем строительства.
На одну постройку уходило от 400 до 600 тыс. кирпичей. Особую глину для них добывали в низовьях Амударьи, издревле знали и ценили её жаропрочные, водонепроницаемые, теплоизолирующие свойства. Эту глину-гель замешивали особым способом, с добавлением верблюжьей шерсти. Сразу раствор на формовку не пускали, длительное время его выдерживали. Отформованный кирпич до года «жарился» на солнце. И если готовый кирпич не трескался и не изменял форму, его отправляли в огонь. После обжига вновь строго отбирали по звуку, форме и другим качествам. Только тщательно отобранный кирпич признавался годным и подавался на строительство. Раствор для кладки замешивали на воде с добавлением овечьего молока на верблюжьей шерсти. Сложенные таким образом дно и стены бассейна-хауза, круговая галерея и купол получались прочными и чрезвычайно долговечными.
Хауз — хранилище воды — строился по особой технологии, которая исключала фильтрацию собранной воды, и сохраняла её чистой, прозрачной и холодной. Дно бассейна-хауза выкладывалось смешанный с ганчем кирпичом. Следующий слой был из угля сожженного саксаула. В ряде мест подземная вода была солоноватой и саксауловый уголь служил хорошим фильтром, очищая воду от солей и других примесей.
Поверх угольного слоя был ещё один — из верблюжьей шерсти. Затем дно хауза равномерно застилали шкурой крупного рогатого скота. Только после этого окончательно покрывали внутреннюю поверхность хауза ганчевой смесью и начинали кладку кирпича.
За зиму и весну сардоб мог собрать в пустыне более 20 тыс. кубометров воды.
По историческим данным, в Мавераннахре было 44 сардобы. Из них в Каршинской степи — 29, в степях Мирзочуля — от 3 до 6, в окрестностях Ферганы и Ташкента — 3 и в Кармане — один сардоб. На пути между Самаркандом и Бухарой сардоба вообще являлись единственным источником, обеспечивающим питьевой водой путников и проходящие караваны. Сохранились сардобы в Бухаре, Караулбазаре и других городах и селениях.

## Сардоб в Бухарском ханстве XVI века
Широкое строительство сардоб осуществлялось в правление Шейбанида Абдуллахана II во второй половине XVI столетия.
Длительное время Абдулла из рода Шейбанидов правил страной от имени отца — хана Искандерхана (1560—1583). После его смерти Шейбанид Абдулла официально был провозглашен ханом и стал известен в узбекской истории как Шейбанида Абдуллахана II (1583—1598).
В правление Шейбанида Абдуллахана II значительно расширились границы государства, стабилизировалась экономика, были созданы условия для развития сельского хозяйства, ремесел, внутренней и внешней торговли. С его именем связано возведение многочисленных караван-сараев и сардоба по всей территории подвластных ему владений.
Сеть торговых дорог, связавшая самые отдаленные районы страны, соединяла подвластные ему города с торговыми центрами Афганистана, Индии и Ирана на юге, богатыми городами в долине Сыр-Дарьи на севере, кочевниками казахских степей и Сибирью. Эти были как постоянно действующие торговые дороги, так и множество их сезонных ответвлений. Развивалась широкая торговля с Россией, прежде всего хлопчатобумажными тканями. Развитая дорожная сеть Бухарского ханства описывается русскими военными инженерами.
При Абдуллахане II проводились большие работы по благоустройству торговых дорог. Государство гарантировало безопасность движения караванов по всей территории страны. Торговые караваны, принадлежащие феодальной верхушке, обычно состояли из нескольких сотен верблюдов. В Самарканд и Бухару съезжалось много иностранных купцов — персов, арабов и турок. В Бухаре был особый квартал ростовщиков и купцов-индусов. Рынки Бухары и Самарканда посещали также и европейцы.
Торговые пути не могли существовать без сардоба — постоянно действующих хранилищ пресной питьевой воды.
А. Бернс во время путешествия в середине XIX века записал народную легенду о том, что Абдуллахан, совершив хадж в Мекку, возвратился оттуда с убеждением, что он не был угоден Аллаху. В надежде заслужить его милость он начал строить караван-сараи и сардоба во всех частях своих владений.
По одному документу, при его правление заново отстроены и восстановлены 400 сардоба, по другому — 1000.
Обычно сардоба возводились на местах привалов, а рабаты или караван-сараи — на местах ночлегов. Некоторые рабаты имели собственные сардоба.

## Наиболее известные
- Бузачи-сардоб
- Ёгочли сардоба
- Караулбазар-сардоба
- Малик сардоба
- Нишан-сардоб
- Сангисулак-сардоб
- Сардоба Кайнар
- Сардоба-Тараз
- Сардоба Абдуллахана
- Талимарджанская сардоба
- Урасы-сардоб
- Юсуф-сардоб